# Premier League 2008
Premier League 2008 var en inbjudningsturnering i snooker som spelades i delar mellan den 11 september och den 7 december. I 2008 års Premier League deltog Ronnie O'Sullivan, Mark Selby, John Higgins MBE, Stephen Hendry MBE, Ding Junhui, Joe Perry och Steve Davis OBE. Turneringen vanns av Ronnie O'Sullivan som därmed tog sin åttonde Premier League-titel, och den femte i rad.

## Resultat

### Slutspel
|  | Semifinaler: Bäst av 9 frames | Semifinaler: Bäst av 9 frames | Semifinaler: Bäst av 9 frames |                   |   | Final: Bäst av 13 frames | Final: Bäst av 13 frames | Final: Bäst av 13 frames |  |
|  |                               |                               |                               |                   |   |                          |                          |                          |  |
|  | 1                             | Mark Selby                    | 5                             |                   |   |                          |                          |                          |  |
|  | 1                             | Mark Selby                    | 5                             |                   |   |                          |                          |                          |  |
|  | 4                             | Stephen Hendry                | 0                             |                   |   |                          |                          |                          |  |
|  | 4                             | Stephen Hendry                | 0                             |                   | 1 | Mark Selby               | 2                        |                          |  |
|  |                               |                               |                               |                   | 1 | Mark Selby               | 2                        |                          |  |
|  |                               |                               | 3                             | Ronnie O'Sullivan | 7 |                          |                          |                          |  |
|  | 2                             | Joe Perry                     | 3                             | Ronnie O'Sullivan | 7 | 4                        |                          |                          |  |
|  | 2                             | Joe Perry                     |                               |                   |   |                          |                          |                          |  |
|  | 3                             | Ronnie O'Sullivan             | 5                             |                   |   |                          |                          |                          |  |

### Gruppspel
Gruppspelet spelades i flera sessioner från 11 september till 27 november. Alla spelade mot alla, i matcher över 6 frames. Matcherna kunde sluta oavgjort. De fyra första gick vidare från gruppspelet och spelade i semifinalerna, med systemet ettan mot fyran och tvåan mot trean.
| Spelare           | Resultat     | Spelare        |
| 11 september      | 11 september | 11 september   |
| ----------------- | ------------ | -------------- |
| Mark Selby        | 4-2          | Ding Junhui    |
| Ronnie O'Sullivan | 3-3          | John Higgins   |
| 18 september      |              |                |
| John Higgins      | 3-3          | Ding Junhui    |
| Ronnie O'Sullivan | 2-4          | Joe Perry      |
| 25 september      |              |                |
| Joe Perry         | 4-2          | Steve Davis    |
| Mark Selby        | 5-1          | Stephen Hendry |
| 9 oktober         |              |                |
| Ronnie O'Sullivan | 6-0          | Ding Junhui    |
| Mark Selby        | 6-0          | Steve Davis    |
| 23 oktober        |              |                |
| Ronnie O'Sullivan | 6-0          | Steve Davis    |
| Stephen Hendry    | 1-5          | Joe Perry      |
| 30 oktober        |              |                |
| Stephen Hendry    | 4-2          | John Higgins   |
| Ronnie O'Sullivan | 3-3          | Mark Selby     |
| 6 november        |              |                |
| Joe Perry         | 2-4          | Ding Junhui    |
| Steve Davis       | 1-5          | Stephen Hendry |
| 13 november       |              |                |
| Ding Junhui       | 4-2          | Steve Davis    |
| Mark Selby        | 4-2          | John Higgins   |
| 20 november       |              |                |
| John Higgins      | 2-4          | Joe Perry      |
| Ronnie O'Sullivan | 3-3          | Stephen Hendry |
| 27 november       |              |                |
| Mark Selby        | 3-3          | Joe Perry      |
| Stephen Hendry    | 3-3          | Ding Junhui    |
| John Higgins      | 3-3          | Steve Davis    |

| Placering |                    | Frames V-F | Matcher V-O-F | Spelade matcher | Poäng |
| --------- | ------------------ | ---------- | ------------- | --------------- | ----- |
| 1         | Mark Selby         | 25-11      | 4-2-0         | 6               | 10    |
| 2         | Joe Perry          | 22-14      | 4-1-1         | 6               | 9     |
| 3         | Ronnie O'Sullivan  | 23-13      | 2-3-1         | 6               | 7     |
| 4         | Stephen Hendry MBE | 17-19      | 2-2-2         | 6               | 6     |
| 5         | Ding Junhui        | 16-20      | 2-2-2         | 6               | 6     |
| 6         | John Higgins MBE   | 15-21      | 0-3-3         | 6               | 3     |
| 7         | Steve Davis OBE    | 8-28       | 0-1-5         | 6               | 1     |

### Kval
Kvalet spelades på våren 2008 som turneringen Championship League 2008. Joe Perry som vann kvalet fick en plats i Premier League 2008. De sex övriga spelarna bjöds in direkt av arrangörerna.